# 梅塞納 (喬治亞州)
梅塞納（英語：Mesena）是位於美國喬治亞州沃倫縣的一個非建制地區。該地的面積和人口皆未知。

## 地理
梅塞納的座標為33°27′35″N 82°35′24″W / 33.45972°N 82.59000°W，而該地的平均海拔高度為171米（即561英尺）。